# Ibañez Racing
Ibañez Racing – sanmaryński zespół wyścigowy, założony w 2004 roku przez francuskiego kierowcę wyścigowego José Ibañeza. W historii startów zespół pojawiał się w stawce Asian Le Mans Series, 24-godzinnym wyścigu Le Mans oraz European Le Mans Series. Siedziba zespołu znajduje się w miejscowości Saint Ouen l'Aumône.